# Saint-Goazec
Saint-Goazec é uma comuna francesa na região administrativa da Bretanha, no departamento Finisterra. Estende-se por uma área de 33,52 km². Em 2010 a comuna tinha 720 habitantes (densidade: 21,5 hab./km²).